# 濟米夫基
49°12′50″N 23°31′31″E / 49.21389°N 23.52528°E
濟米夫基（烏克蘭語：Зимівки），是烏克蘭的村庄，位於該國西部利沃夫州，由德羅霍貝奇區特鲁斯卡韦茨市镇負責管轄，始建於1590年，面積2.76平方公里，海拔高度510米，2001年該城鎮人口240。